# Rivière Laval
Rivière Laval är ett vattendrag i Kanada.   Det ligger i provinsen Québec, i den östra delen av landet, 600 km nordost om huvudstaden Ottawa.
I omgivningarna runt Rivière Laval växer i huvudsak blandskog.